# Artabrus
Artabrus Simon, 1902 è un genere di ragni appartenente alla famiglia Salticidae.

## Caratteristiche
Nella forma del corpo e nel pattern oculare ricordano le specie del genere Epeus, ma la struttura dei genitali è differente.
I maschi di A. erythrocephalus sono lunghi 11 millimetri ed hanno un'opistosoma bruno-giallastro e l'area intorno agli occhi è di colore bruno rossiccio. Le femmine sono più corte.

## Distribuzione
L'unica specie oggi nota di questo genere è stata rinvenuta sull'isola di Giava, a Singapore e sull'isola di Krakatoa.

## Tassonomia
A dicembre 2010, si compone di 1 specie:
- Artabrus erythrocephalus (C. L. Koch, 1846) — Giava, Singapore, Krakatoa

### Specie trasferite
- Artabrus jolensis Simon, 1902; trasferita al genere Telamonia con la denominazione Telamonia jolensis (Simon, 1902) a seguito di uno studio degli aracnologi Prószynski & Deeleman-Reinhold del 2010[2].
- Artabrus planipudens (Karsch, 1881); trasferita al genere Plexippus con la denominazione provvisoria di Plexippus planipudens (Karsch, 1881); a seguito di un lavoro dell'aracnologo Prószynski del 2009, questi esemplari sono stati riconosciuti in sinonimia con Plexippus paykulli (Audouin, 1826)[2].